# Hacky

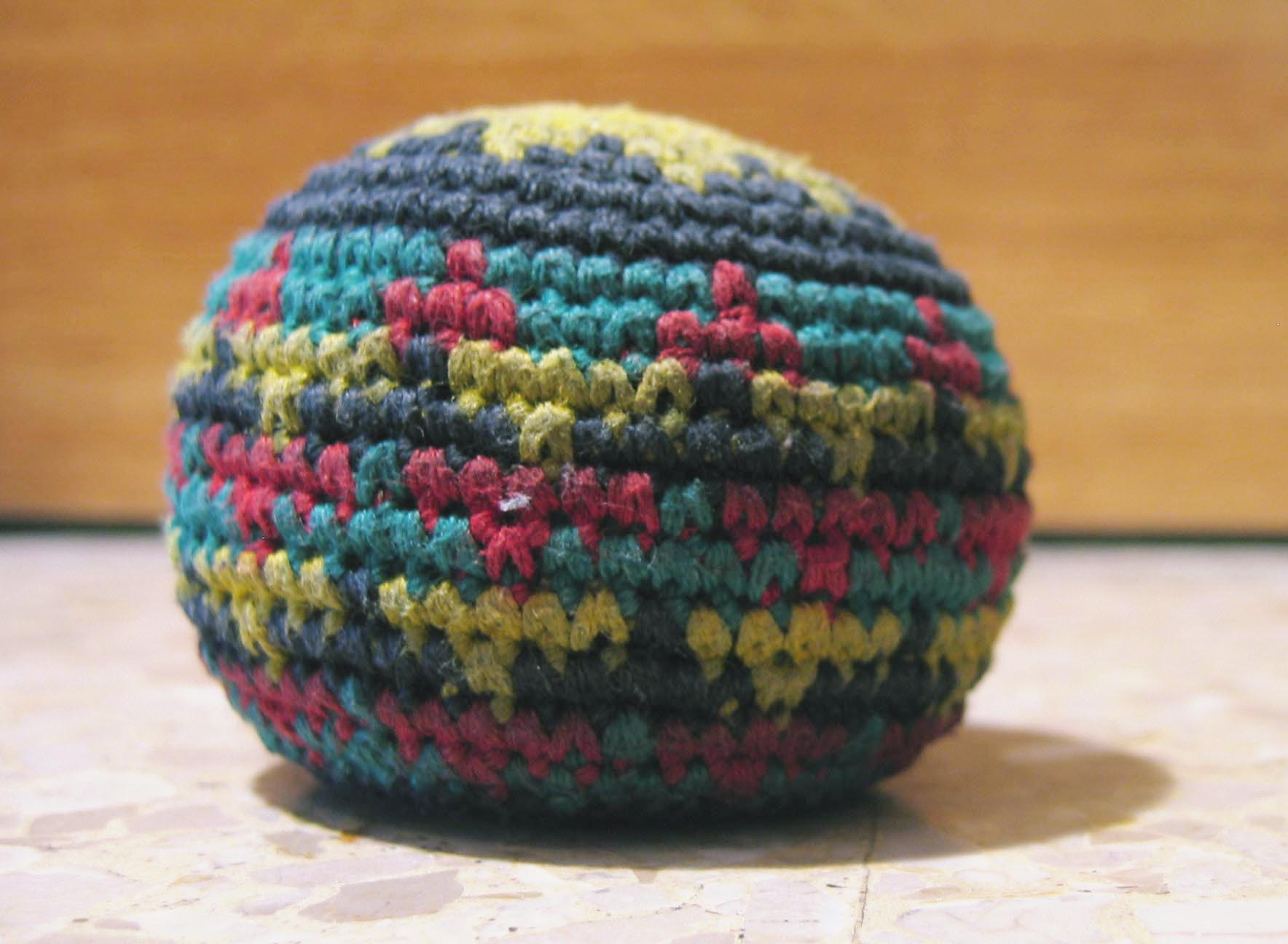
Una hacky

Hacky és el nom que rep una marca registrada de footbag (pilota de roba). El seu nom prové dels inventors John Stalberger i Mike Marshall.
El tradicional joc es juga quan dos o més jugadors es col·loquen en cercle i tracten de mantenir el sac (o footbag) fora del terreny de joc. El joc comença quan un jugador agafa el sac i el llança al pit d'un altre jugador, qui permet que caigui als seus peus perquè poder colpejar-la amb el peu, i comença la el joc. El joc continua fins que el sac cau a terra, a continuació un jugador recull el sac i es reprèn el partit. L'objectiu del joc és mantenir el sac lluny del terra durant el temps que sigui possible. Si cada jugador dona un toc al sac abans que colpegi el sòl, se li diu un "hack". Si cada jugador dona dos tocs abans que el sac toqui el terra, se li diu un "doble-hack" i així successivament. El nom Hacky s'ha convertit en un marca vulgaritzada, i pot referir-se al sac (o footbag) en si o al joc. Hi ha tota una diversitat de jugades, cadascuna d'elles amb noms diversos. S'ha vist jugar per primer cop en 1955 a la pel·lícula To Catch a Thief.

## Història
El nom "hacky sack" fou donat el 1972 pels inventors del footbag, John Stalberger i Mike Marshall, a Oregon City (Oregon), un suburbi al sud de Portland. Encara Marshall va patir un coàgul sanguini i un atac de cor fatal el 1975, Stalberger va continuar el negoci. Va guanyar popularitat nacional al començament de la dècada del 1980, i Stalberger va vendre el títol a Wham-O en 1983.
La idea del joc és similar als jocs tradicionals asiàtics de donar puntades al volant, coneguts com a Jianzi i Chapteh. El joc també és similar a alguns jocs del sud-est asiàtic, com Sepak Takraw i Sipa. El mateix principi s'aplica als països on es juga al futbol jugant amb pilotes de futbol en un esport anomenat futbol freestyle. El hacky sack fou popular a mitjans de la dècada de 1990 entre les tribus urbanes hippy, stoner i grunge de Generació X, però va experimentar un declivi amb el canvi de segle. El hacky-sack va ser un joc popular jugat durant períodes d'esbarjo i lleure a les escoles d'arreu del món en la dècada de 1990 i principis de 2000. També s'ha utilitzat en diversos vídeos musicals, com ara "Say it Ain't So" de Weezer.

## Variacions

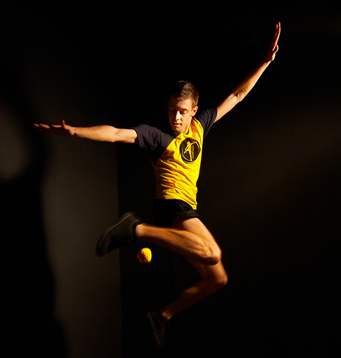
Jan Weber,
Campió mundial (2011–2013)

Encara que no hi ha una "guanyador" en el joc original hacky-sack, han entrat en joc diverses variacions en els últims anys. Aquests inclouen tres-hack-slap i hack-eliminació. Les regles a tres-hack-slap són les següents: el joc comença de la mateixa manera que el joc tradicional, però després que tres jugadors han volejat el sac de forma consecutiva, qualsevol jugador pot colpejar el sac en un intent de colpejar un altre jugador. Si el jugador aconsegueix colpejar un altre jugador, el jugador colpejat està "fora" de forma indefinida fins que comenci el proper joc. En algunes versions del joc, si un jugador està "fora", encara poden participar en el joc, però no poden picar de mans ni ser colpejats. Els tres tocs presos abans del cop han de ser empreses pels jugadors per separat. Per exemple, si un jugador se li cau el sac, i el punteja fins a tres vegades, compta com un sol toc. No obstant això, si el sac és xutat per un jugador, i després un altre, però torna al jugador que va donar el xut al principi, no compta com a tres tocs. En essència, cada vegada que el sac canvia de peus, compta com un punt dels tres punts necessaris per colpejar. El joc continua fins que quedi un jugador, que és coronat el guanyador, i el joc es reinicia. En hack-eliminació, el joc comença també com en el joc original, el joc continua i cada jugador tracta d'aconseguir un toc al sac. Si tothom ha tocat el sac a excepció d'una persona, el jugador que encara no ha tocat el sac és descartat. El joc continua fins que només queden dos jugadors, i els dos són els guanyadors.
Hi ha una altra variant més agressiva de hack-slap per a grups més grans anomenada killz. En un grup més gran es pot trobar jugadors amb diferents nivells d'habilitat i el menys expert té el risc de no ser capaç de completar un hack complet. Aquesta variació permet 3 tocs de totes maneres possibles si és amb un, dos o tres jugadors fora del x nombre de participants, després de la qual cosa pot xutar el sac tan fort com vulgui a la direcció de qualsevol jugador per intentar treure'l. La defensa és important, ja que se'ls permet bloquejar, el que fomenta el joc més complicat: faltes, regats i rebots. Aquest joc té un guanyador.